# Bukovo
Bukovo (in italiano Buccova, Pieve Buccova, o Bucova, desueti) è un centro abitato della Slovenia, frazione del comune di Circhina.

## Storia
Il centro abitato apparteneva storicamente alla Contea di Gorizia e Gradisca, ed era noto sia con il toponimo sloveno di Bukovo e sia con il toponimo italiano di Buccova. In epoca asburgica il centro costituì un comune catastale autonomo, comprendendo anche l'insediamento di Zacoiza (Zakojca), e il territorio dell'insediamento oggi noto come Bukovski Vrh. In seguito venne aggregato al comune di Circhina, di cui da allora costituisce una frazione.
Dopo la prima guerra mondiale passò, come tutta la Venezia Giulia, al Regno d'Italia; il toponimo venne cambiato in Pieve Buccova, ma in seguito venne nuovamente ridenominato in Buccova.
Dopo la seconda guerra mondiale il territorio passò alla Jugoslavia; attualmente Bukovo è frazione del comune di Circhina (tranne per l'insediamento di Bukovski Vrh, oggi nel comune di Tolmino).